# غلق متعدد الطبقات
غلق متعدد الطبقات (بالإنجليزية: Multiple granularity locking)‏ هي ميزة في أنظمة إدارة قواعد البيانات العلائقية تنظم علميات القراءة والكتابة المتتابعة على البيانات المخزنة بحيث يطلب من العمليات التي تريد غلق كائن ما لعمل تعديل ما أو لقراءة محتوياته أن تحصل أولا على إجازة متوافقة من الكائنات الأكبر التي تحتوي ذلك الكائن. مثلا، إن طلبت عملية ما رخصة تعديل على صف ما، فإن على العملية أن تحصل أولا ًعلى رخصة متوافقة للعمل على الكائنات الأكبر التي تحتوي الصف (الجدول مثلاً، وقاعدة البيانات التي تحتوي الجدول).
الرخص تتنوع بين رخصة مشتركة (م) (S) للقراءة، ورخصة خاصة (خ) (X) للتعديل، وتستخدم هذه للإشارة إلى الكائن المراد العمل عليه. وأما حين الإشارة إلى الكائنات الأكبر التي تحتوي الكائن المراد، فإن الرخصة تكون إما نية مشتركة (نم) (IS) ونية خاصة (نخ) (IX). هنالك أيضًا رخصة نية خاصة مشتركة (نخم) (SIX) والتي ترمز إلى رخصة خاصة يمكن تشاركها للتعديل على كائن أصغر. وفيما يلي جدول يوضح التوافق بينها.
| للحصول على     | يجب أن تحصل العملية على هذه الرخص من الكائنات الأكبر |
| -------------- | ---------------------------------------------------- |
| م أو نم        | نم أو نخ                                             |
| خ أو نخ أو نخم | نخ أو نخم                                            |